# Црква Светог Јована Крститеља у Врелу
Црква Светог Јована Крститеља у Врелу, насељеном месту на територији општине Алексинац, припада Епархији нишкој Српске православне цркве.
Црква посвећена Светом Јовану Крститељу подигнута је 1909. године, а освећена 9. августа 1940. године од стране епископа нишког Јована Илића. Црква је саграђена на темељима старе светиње. По народном казивању у време турског ропства, наишао је један одред Турске коњице, који је на дан Сабора побио мноштво људи и разрушио цркву. Године 1926. урађен је иконостас и живопис. У време свештеника Методија Соколовића на дан светог Пантелејмона 1940. године црква је освећена. Антиминс је из 1936. године, потписан руком епископа Јована Илића.